# 페트로 (토큰)

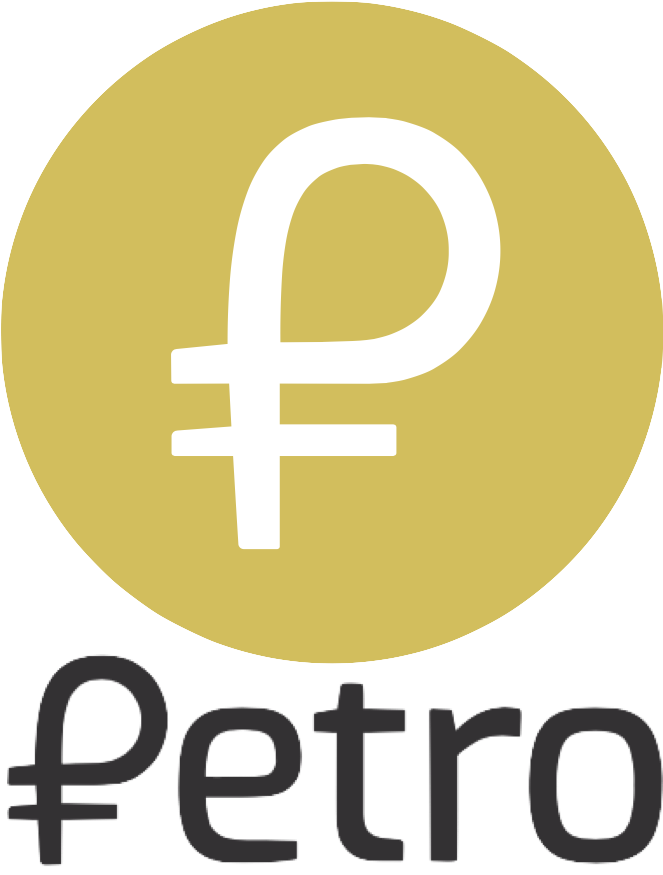

페트로(₽) 또는 페트로모네다는 베네수엘라 정부가 발행한 암호 토큰으로, 2018년 2월에 출시되었다.
2017년 12월에 발표된 이 토큰은 베네수엘라의 석유 및 광물 매장량으로 뒷받침될 예정이었으며, 미국 제재를 우회하고 국제 자금 조달에 접근하는 수단으로 베네수엘라의 폭락하는 경질 볼리바르 통화를 보완하기 위한 것이었다. 2018년 8월 20일에 주권 볼리바르가 도입되었고, 정부는 이것이 페트로 코인 가치에 연동될 것이라고 밝혔다.
2020년 1월부터 베네수엘라 대통령 니콜라스 마두로는 정부 문서 서비스와 국제선을 운항하는 항공기의 항공기 연료에 대해 페트로로 지불하는 것을 의무화했다.
2024년 1월 15일에 토큰이 폐쇄되었고 남은 보유 자산은 모두 청산되었다.